# Маурісіо Іслас
Хуа́н Маурі́сіо І́слас Іле́скас (ісп. Juan Mauricio Islas Ilescas; нар. 16 серпня 1973 року в Навохоа, Мексика) — мексиканський актор, відомий своїми роботами в теленовелах. З'являвся в таких серіалах як «Чужі гріхи», «Справжнє кохання», «Amores de Mercado» і «Prisionera».

## Біографія
Народився в сім'ї бізнесмена Хуана Ісласа та Розальди Ілескас і є молодшим з двох синів.
Першою його важливою роллю була роль в серіалі «Моя дорога Ісабель» («Mi querida Isabel»). До цього він зіграв у ряді теленовел, серед яких не дуже помітна поява в серіалі «Бідна багата дівчинка» («Pobre niña rica»).

У 1997 році, Іслас виконав роль Хуана Феліпе «Моїй маленькій пустунці» («Mi pequeña traviesa») разом з Мішель Вієт і Ектором Соберон. Після цієї теленовели, Маурісіо стали запрошувати на головні ролі.
Так, у 1998 році зняли серіал «Дорогоцінна» («Preciosa»), де з Маурісіо грала ще зовсім юна Ірен Кастітьо і вже відомий Франсиско Гатторно. А в 1999 році був гучний у той час серіал «Циганська любов» («Amor gitano»). Там він зіграв цигана Ренс разом з Маріаном Сеоане. Кажуть, що Педро Даміану настільки сподобалася його роль в «Моїй маленькій пустунці», де за сюжетом у нього була безмовно закохана героїня Маріан, Барбара, що продюсер вирішив возз'єднати героїв в «Циганського кохання».
З приголомшливим успіхом пройшла по екранах теленовела «Моя доля — це ти» («Mi destino eres tu»), де Маурісіо знявся тільки в перших серіях, але про нього заговорили, як про серйозного актора.
Потім була роль лиходія Даміана в серіалі «Перша любов» («Primor amor») і любов Маурісіо до актриси Адамара Лопез, з якою він все ж розлучився і одружився з Патрісією Вільясаньєю — моделлю венесуельського походження.
У 2001 році Маурісіо отримав премію Tv y novelas за так би мовити «найкращу сутичку» разом з героєм Куно Беккера — виконавця головної ролі в цьому серіалі. У тому ж 2001 році Маурісіо знявся в теленовелі продюсера Карли Естрада «Джерело» («El manantial») разом з Карім Лосано і Адель Норьєга. Крім того, Маурісіо активно грає в театральних постановках, захоплюється підводним плаванням, верховою їздою, водними лижами. Іслас гарно говорить по-англійськи і захоплюється грою в гольф.
У 2002 році у Маурісіо і Патрісії народилася донька, яку вони назвали Камілою.
У 2002—2003 роках Маурісіо знявся в теленовели «Справжня любов» («Amor real») разом з Адель Норьєга і Фернандо Колунга.
Прийнявши пропозицію зніматися в серіалі «Полонянка», Іслас і не знав скільки проблем це викличе в його житті, Хенезіс Родрігез грала у серіалі, звинуватила його в сексуальному домаганні, ось, що писала преса з цього приводу:
«Відомий мексиканський актор Маурісіо Іслас минулого тижня був затриманий поліцією США по звинуваченню в сексуальних домаганнях. Акторові довелося внести заставу в розмірі 7500 доларів США, щоб його відпустили на свободу до тих пір, поки його провина не буде доведена. Як стало відомо владі США, актор завів роман з сімнадцятирічної венесуельської актрисою Хенесіс Родрігес дочкою відомо венесуельського співака і актора Хосе Луїса Родрігеса „Пума“, з якою він знімається в теленовели „Полонянка“ (Prisionera). Такого роду відносини з неповнолітніми з США вважаються злочином, за який передбачено термін позбавлення волі щонайменше на п'ять років. Керівництво телемережі „Телемундо“, на яку зараз працює Маурсіо, поки воліє зберігати мовчання, але вже завзято ходять чутки, що актор буде відсторонений від роботи в теленовелі.
Імідж мексиканської зірки Маурісіо Іслас виявився сильно підмочений кримінальним процесом. Нагадаємо, що актора звинувачували у зґвалтуванні неповнолітньої. Попри те що Маурісіо відбувся „легким переляком“, він все ж не може позбутися упередження, з яким до нього тепер відноситься чимала кількість його колишніх друзів. Щоб якось розрядити ситуацію, що виникла актор вирішив взяти участь в роботі асоціації, яка допомагає людям, які переживають найсильнішу депресію і намагаються покінчити з собою. Маурісіо не тільки допомагає асоціації економічно, а й бере безпосередню участь в роботі з постраждалими. „Історія з Хенесіс Родрігес вплинула на мою особисту і професійне життя. Я занурився в депресію і навіть іноді плакав у куточку, але ніколи, всупереч чуткам не думав попрощатися з життям“ — сказав актор.»
Його вина так і не була доведена, ходили чутки, що чи то з Хенезіс питання було вирішене матеріальним способом, чи то в силу того, що все було з обопільної згоди Родрігез не стала порушувати справи. Для Іслас це був сильний удар, Маурісіо розлучився з дружиною, яка визнала звинувачення правдою і «попросили» з серіалу, а Хенезіс завела роман з Крістіаном Мейером, який старший за неї майже на 20 років.
Тим не менш Іслас повернувся на Телемундо де зіграв головні ролі: лиходія — в серіалі «Жорстока любов», і головного героя в «Чужих гріхах», потім він знову повернувся на мексиканське телебачення, і знову грає ролі героя-коханців. Життя знову посміхається Маурісіо — примирення з колишньою дружиною, дозволяє йому бачитися з дочкою, а нова кохана Палома Кесал недавно подарувала Мау сина.

## Кар'єра
Є найвідомішим провідником теленовел. У 2000 році зіграв роль Деміана в серіалі «Primer amor… a mil por hora».
У 2007 був суддею конкурсу «Міс Всесвіт».

## Фільмографія
День, що прожитий (2021)
Un día para vivir ... Marcos
МастерШеф (2021)
MasterChef Celebrity (México) ... Él mismo
Нічого брутального (2020)
De brutas, nada ... Mauricio
Відсутня (2020)
Desaparecida ... Felix
Росаріо Тієрас (2019)
Rosario tijeras  ... General Sebastián Iriarte
Сеньйора Асеро (2018—2019)
Señora Acero … Ектор Руїс
Переслідуваний (2016)
Perseguidos  ... José Vicente Solís Armenta, el Capo
Відважні (2014) 
Las Bravo  ... Leonardo Barbosa/ Salvador Martínez
Доля (2013)
Destino ... Sebastián Montesinos Olmos
Жінка Іуди (2012)
La mujer de Judas ... Simón Elías Castellanos Rojas
Зустрічний вітер (2011)
Viento en contra … Matías Parga
Червоне небо (серіал) (2011)
Cielo Rojo … Andrés Renteria
Секрет (2010)
El secreto … Maurice de Gavrillac
Вовчиця (серіал) (2010 — …)
La Loba … Emiliano Alcázar
Картель (2009)
El cártel … Santos
Чужі гріхи (серіал) (2007—2008)
Pecados ajenos … Адріан Торрес
Цілі (2006)
Ambiciona … Raúl
Жорстока любов (серіал) (2006)
Amores de mercado … Antonio Álamo
Другий шанс (серіал) (2005)
Una segunda oportunidad
Рішення (серіал) (2005—2006)
Decisiones … Fabricio Salas
Don de Dios (2005)
Don de Dios
Полюби ворога свого (серіал) (2005)
Los plateados … Gabriel Campuzano
Полонянка (серіал) (2004)
Prisionera … Daniel Moncada, (I)
Справжнє кохання (серіал) (2003)
Amor real … Adolfo Solís
Punto y aparte (2002)
Punto y aparte … Sergio
Джерело (серіал) (2001—2002)
El manantial … Alejandro Ramírez Insunza
Перше кохання … три роки тому (ТБ) (2001)
Primer amor… tres años después … Demián Ventura Camargo
Перша любов (серіал) (2000—2001)
Primer amor… a mil por hora … Demián Ventura Camargo
Моя доля — це ти (серіал) (2000)
Mi destino eres tú … Ramiro Galindo Suárez
Різдвяна казка (міні-серіал) (1999)
Cuento de Navidad … Edmun (1999)
Cuento de Navidad … Edmundo Soto / Toño
Циганська любов (серіал) (1999)
Amor gitano … Renzo
Три проти трьох (серіал) (1998)
Tres vs. tres
Дорогоцінна (серіал) (1998)
Preciosa … Luis Fernando Santander
Моя дорога Ісабель (серіал) (1997)
Mi querida Isabel … Marcos
Пустунка (серіал) (1997)
Mi pequeña traviesa … Juan Felipe
Пісня любові (серіал) Canción de amor … Edgar
Бідна багата дівчинка (серіал) (1995)
Pobre niña rica … David
Почати спочатку (серіал) (1994)
Volver a empezar … Freddy Landeros
Чарівна молодість (серіал) (1992)
Mágica juventud … Alfredo, (1992)
Американські гірки (серіал) (1992)
Carrusel de las Américas … (1 епізод, 1992)